# 蒙雷阿勒 (约讷省)
蒙特雷阿（法語：Montréal，法語：[mɔ̃ʁe.al] ⓘ）是法国勃艮第-弗朗什-孔泰大区约讷省的一个市镇，属于阿瓦隆区。

## 地理
蒙雷阿勒（47°32'32"N, 4°2'10"E）面积7.41 平方千米，位于法国勃艮第-弗朗什-孔泰大區约讷省，该省份为法国中北部内陆省份，西接卢瓦雷省，西北接塞纳-马恩省，南至涅夫勒省，东临科多尔省，东北与奥布省接壤。
与蒙雷阿勒接壤的市镇（或旧市镇、城区）包括：蒂济、昂日利、布拉西、塔尔西、吉永泰尔普莱讷。

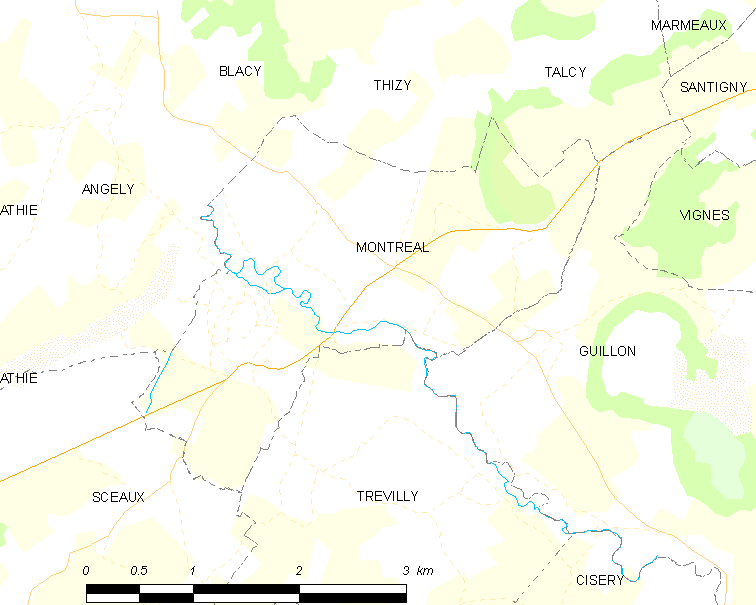
的OSM定位图

蒙雷阿勒的时区为UTC+01:00、UTC+02:00（夏令时）。

## 行政
蒙雷阿勒的邮政编码为89420，INSEE市镇编码为89267。

## 政治
蒙雷阿勒所属的省级选区为沙布利县。

## 人口

1962-2008年间人口变化图示

蒙雷阿勒于2022年1月1日时的人口数量为166人。